# محطمو القلوب (فلم 2001)
محطمو القلوب (بالإنجليزية: Heartbreakers) فيلم كوميدي رومانسي وجريمة أمريكي لعام 2001  من إخراج ديفيد ميركين وكتبه روبرت دن وبول غواي وستيفن مازور. الفيلم من بطولة سيغورني ويفر وجنيفر لوف هيويت وراي ليوتا وجيسون لي وجين هاكمان. يمثل آخر ظهور على الشاشة لآن بانكروفت قبل وفاتها في يونيو 2005  وتدور أحداث الفيلم حول محاولات أم وابنتها لإغواء الرجال الأثرياء وخداعهم. حصل الفيلم على آراء مختلفة من النقاد، وحقق أكثر من 57 مليون دولار. تم ترشيح سيغورني ويفر لجائزة القمر الصناعي عن أدائها في الفيلم.

## طاقم التمثيل
سيغورني ويفر: في دور ماكس كونرز / أنجيلا ناردينو / أولجا ييفانوفا، محتالة وأم بيدج
جينيفر لوف هيويت: في دور بيج كونرز / جين هيلستورم / ويندي، ابنة ماكس
راي ليوتا: في دور دين كومانو / فيني ستاغليانو، عاشق ماكس
جايسون لي: في دور جاك ويذرو، عاشق بيج
آن بانكروفت: في دور غلوريا فوجال / باربرا، صديقة ماكس القديمة ومعلمتها في لعبة«المخادعة»
جيفري جونز: في دور السيد أبيل، مدير فندق في بالم بيتش
جين هاكمان: في دور الثري ويليام ب تينسي
نورا دن: في دور الآنسة مادريس، مدبرة منزل الثري تينسي
جوليو أوسكار ميكوسو: في دور ليو، صديق دين وحارس أمن
ريكي جاي: في دور بائع المزاد في داوسون
سارة سيلفرمان: في دور ليندا، النادلة صديقة جاك
زاك جاليفياناكيس: في دور بيل، الطباخ صديق جاك
مايكل هيتشكوك: في دور الدكتور أرنولد ديفيس
كاري فيشر: في دور السيدة سوربين، محامية طلاق ماكس
ايليا باسكن: في دور فلاديمير، النادل الروسي
بيير جونو: في دور الكاهن في حفل الزفاف الأول
شون كولفين: في دور الكاهن في حفل الزفاف الثاني
مايكل أندرو: في دور قائد فرقة موسيقى الزفاف
آندي بروستر: في دور نادل
جونزو ريموند: في دور راي
جاك شيرر: في دور السيد جروبر
آلان بلومنفيلد: في دور رجل في محطة وقود
روبرت آلان بوث: في دور رئيس المطعم
ستيف ميلور: في دور فيليب تينكر
جاني برين: في دور والدة ديفيس
كيفن نيلون: في دور رجل في الحانة
سكوت وردهام: في دور خادم

## أحداث الفيلم
تكون السيدة ماكس كونرز (سيغورني ويفر) وابنتها الشابة بيج كونرز (جينيفر لوف هيويت) فريق لخداع الرجال، حيث تتقرب الأم الجميلة ماكس من الرجل وتتزوجه ثم تقوم الأبنة بغوايته، وعندما تكتشف الأم الزوج مع الشابة تطلب الطلاق وتسلبه أمواله. تمت هذه الخدعة مع الكثيرين وكان آخرهم صاحب متجر هياكل سيارات دين كومانو (راي ليوتا). تطلب بيج من والدتها التوقف عن لعبة «الخداع» ولكن عندما يذهبون إلى البنك لتقسيم أرباحهم، يواجهون وكيلة مصلحة الضرائب التي تعلنهم أنهم مدينون للحكومة بمبلغ كبير بالإضافة إلى بقية مدخراتهم، والتي سبق لها أن تم الاستيلاء عليها. وهكذا توافق بيدج على مضض على العمل مع ماكس في بالم بيتش في لعبة «الخداع» مرة أخرى. تختار ماكس الضحية الجديدة وهو الأرمل ويليام ب. تينسي (جين هاكمان)، وهو بارون تبغ مدمن على منتجه الخاص. يعرض تينسي الزواج على ماكس ولكن قبل أن يتمكنوا من الزواج، يختنق البارون عن طريق الخطأ ويموت أثناء محاولته بدء ممارسة الجنس مع ماكس. تحتار ماكس وبيج فيما يجب عمله بالجثة، ويصل دين، بعد أن تعقب ماكس للاعتذار وطلب الزواج مرة أخرى. يكتشف دين أن ماكس وبيج خدعاه ويطلب منهم إعادة أموال تسوية الطلاق مقابل مساعدتهم في جعل وفاة تينسي تبدو وكأنها حادث. يخبر ماكس أبنتها بيج أن أموالهم لم تأخذها مصلحة الضرائب حيث تمكنت من الاحتيال بالاتفاق مع صديقتها القديمة باربرا (آن بانكروفت) بمصلحة الضرائب واسترداد الأموال. عندما تذهب ماكس وبايج ودين إلى البنك يكتشفوا خيانة باربرا وفقد الأموال بالكامل. تحاول بيج مساعدة والدتها وتقبل الزواج من جاك ويذرو (جايسون لي) الذي وقع في حب بيج فضلاً عن امتلاكه لحانة ورثها عن أبيه. يعود دين لحبيبته ماكس ويأتي المشهد الأخير ودين مستخدماً اسم «ستانلي» يغازل باربرا، وتراقبهم ماكس عبر منظار، مما يشير إلى أن ماكس ودين يعملان الآن معًا في لعبة «خداع» جديدة لاسترداد أموال ماكس من باربرا.

## إنتاج الفيلم
تم الإعداد للفيلم في بالم بيتش بولاية فلوريدا. بدأ التصوير في لوس أنجلوس وما حولها في أواخر أبريل 2000. بحلول يونيو 2000، انتقل التصوير إلى جنوب فلوريدا لتصوير مشاهد متتابعة في بالم بيتش وميامي وفلوريدا كيز. وشملت المواقع ذا بريكرز، وذا جليدز، وورث أفينيو. صرح مخرج الفيلم ديفيد ميركين أنه قام بتصوير عدد قليل فقط من اللقطات الخارجية في بالم بيتش، بينما استخدم باقي مواقع منطقة لوس أنجلوس كمواقع احتياطية. يحتوي الفيلم على عدة إشارات إلى فريق الروك البريطاني البيتلز، فقد قامت بطلة الفيلم بغناء أغنية البيتلز «العودة إلى الاتحاد السوفيتي Back in the U.S.S.R» لعام 1968  وأغنية جون لينون «اوه يا حبي Oh My Love» في عدة مشاهد من الفيلم. قام جون ديبني بوضع الموسيقى التصويرية، بينما قام داني إلفمان بوضع اللحن الرئيسي للفيلم.  

## استقبال الفيلم
افتتح الفيلم في 23 مارس 2001 وصعد إلى المركز الأول في شباك التذاكر بالولايات المتحدة، وحقق 12.3 مليون دولار في عطلة نهاية الأسبوع الافتتاحية. ووصل إلى إجمالي 57.756.408 دولار في جميع أنحاء العالم.
منح الناقد السينمائي روجر إيبرت الفيلم ثلاثة نجوم من أصل أربعة وقال: «إنه يفعل ما يجب أن تفعله الكوميديا: إنه يجعلنا نضحك». قدم أيه أو سكوت من صحيفة نيويورك تايمز مراجعة مثيرة للفيلم، قائلاً: «في الوقت الذي تذهب فيه معظم الأفلام الكوميدية إلى محفظتك مع ركلة في الفخذ والبلاك جاك في الجزء الخلفي من الرأس، على الرغم من أنه يحتوي على بعض الأدوات الحادة في حقيبة الحيل الخاصة به، إلا أنه يتمتع بالمستوى والمهنية اللازمة لإنتاج صدق وخدع متطورة».
منح موقع «الطماطم الفاسدة» الفيلم تقييماً مقداره 54% بناءاً على آراء 123 ناقداً سينمائياً وكتب إجماع نقاد الموقع: «على الرغم من أن الممثلين يبذلون الكثير من الطاقة في أدوارهم، إلا أن الفيلم طويل جدًا، والحبكة الفرعية الرومانسية لا تمتزج بصورة جيدة. أيضًا، لا تتعاطف النساء المخادعات مع بعضهن البعض بشكل خاص».
منح موقع «ميتاكريتيك» الفيلم تقييماً مقداره 47% بناءاً على آراء 32 ناقداً سينمائياً.
منح الجمهور الذين استطلعت آراؤهم شركة سينما سكور الفيلم درجة (-B) على مقياس من (A) إلى (F).
حصلت بطلة الفيلم الممثلة سيغورني ويفر، في عام 2002، على ترشيح لجائزة القمر الصناعي لأفضل ممثلة. كما رشحت لمسابقة «الكريهون» وجوائز الفيلم السيئ 2001.
رشحت جينيفر لوف هيويت في جوائز اختيار المراهقين: فئة الممثلة للحصول على جائزة أفضل ممثلة شابة لعام 2001 وأيضا جوائز جولدن شموز 2001.

## روابط خارجية
- محطمو القلوب على موقع IMDb (الإنجليزية)
- محطمو القلوب على موقع ميتاكريتيك (الإنجليزية)
- محطمو القلوب على موقع روتن توميتوز (الإنجليزية)
- محطمو القلوب على موقع نتفليكس (الإنجليزية)
- محطمو القلوب على موقع ألو سيني (الفرنسية)
- محطمو القلوب على موقع Turner Classic Movies (الإنجليزية)
- محطمو القلوب على موقع أول موفي (الإنجليزية)
- محطمو القلوب على موقع بوكس أوفيس موجو (الإنجليزية)
- محطمو القلوب على موقع فيلمافينيتي (الإسبانية)
- محطمو القلوب على موقع قاعدة بيانات الأفلام السويدية (السويدية)

https://elcinema.com/work/2001572/ محطمو القلوب (فيلم 2001)
https://www.imdb.com/title/tt0125022/ محطمو القلوب (فيلم 2001)
https://letterboxd.com/film/heartbreakers/ محطمو القلوب (فيلم 2001)
https://www.filmaffinity.com/en/film720301.html محطمو القلوب (فيلم 2001)
https://www.youtube.com/watch?v=BUWhlqItgus محطمو القلوب (فيلم 2001)